# Une Femme en Prison
Une Femme en Prison è un singolo di Stomy Bugsy e Kelly Rowland del 2003.
Il duetto (62° nella classifica francese dei singoli) è presente sull'album 4ème round di Stomy Bugsy, e come traccia bonus sull'album Simply Deep di Kelly Rowland.